# Bodtjärnen (Mörsils socken, Jämtland)
Bodtjärnen är en sjö i Åre kommun i Jämtland och ingår i Indalsälvens huvudavrinningsområde. Sjön har en area på 0,378 kvadratkilometer och ligger 420,1 meter över havet. Sjön avvattnas av vattendraget Högbäcken.

## Delavrinningsområde
Bodtjärnen ingår i det delavrinningsområde (703112-138735) som SMHI kallar för Utloppet av Bodtjärnen. Medelhöjden är 464 meter över havet och ytan är 6,54 kvadratkilometer. Det finns ett avrinningsområde uppströms, och räknas det in blir den ackumulerade arean 16,05 kvadratkilometer. Högbäcken som avvattnar avrinningsområdet har biflödesordning 3, vilket innebär att vattnet flödar genom totalt 3 vattendrag innan det når havet efter 289 kilometer. Avrinningsområdet består mestadels av skog (77 procent) och sankmarker (11 procent). Avrinningsområdet har 0,52 kvadratkilometer vattenytor vilket ger det en sjöprocent på 7,9 procent.